# Kröndlhorn
De Kröndlhorn is een 2444 meter hoge berg op de grens van de deelstaten Salzburg en Tirol, even ten noorden van het dal van de Salzach. De berg maakt deel uit van de Kitzbüheler Alpen en is de hoogste top in het district Kitzbühel. Hoog op deze berg, op 2194 meter, bevindt zich een idyllisch bergmeer, de Reinkarsee.

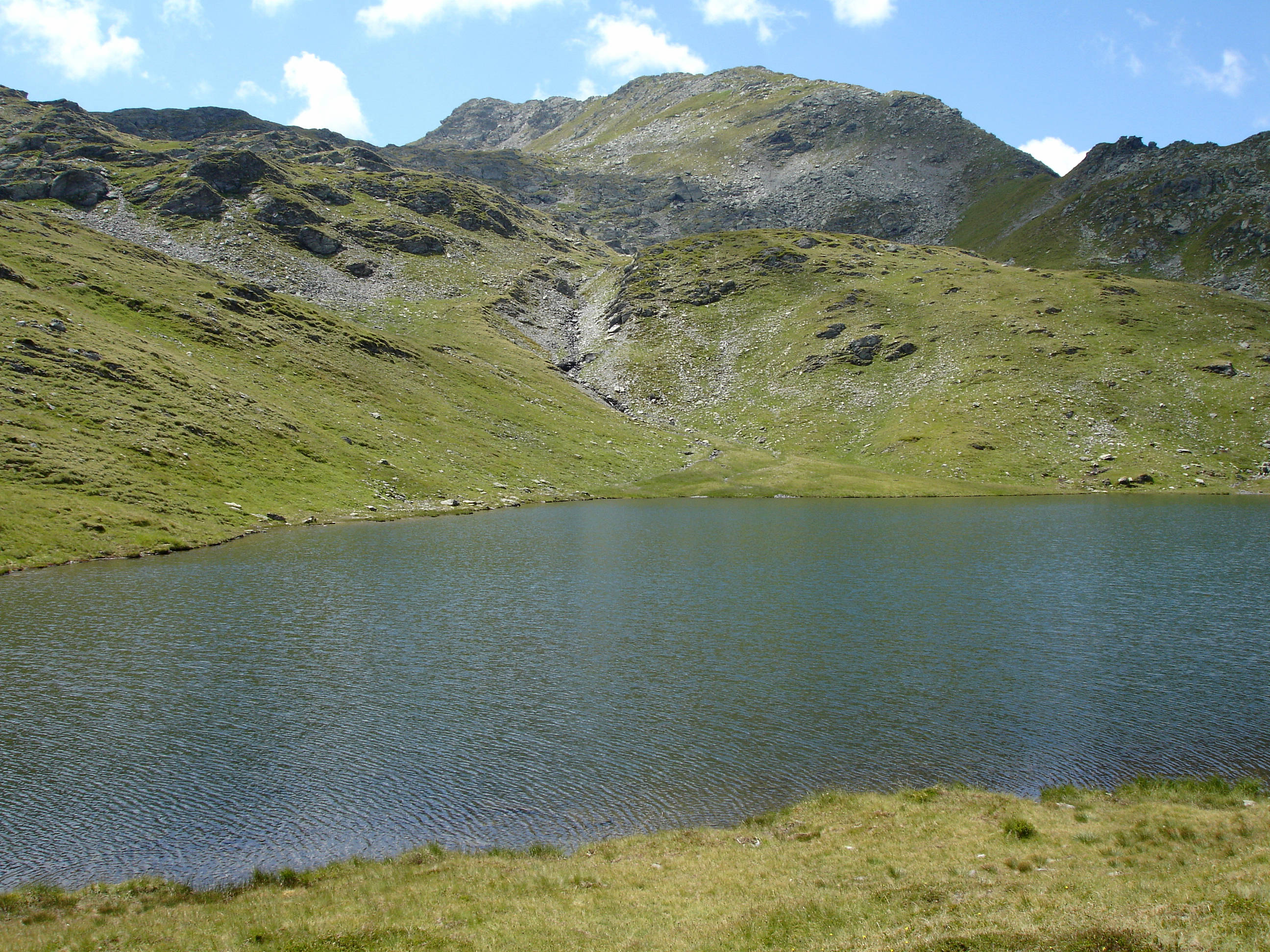
Reinkarsee